# Équipe d'Afrique du Sud masculine de water-polo
L'équipe d'Afrique du Sud masculine de water-polo est la sélection nationale représentant l'Afrique du Sud dans les compétitions internationales de water-polo masculin. Elle est sélectionnée par Swimming South Africa.
Son meilleur résultat est une 9e place lors des Jeux olympiques de Rome en 1960. Lors des championnats du monde, son meilleur résultat est la 12e place lors de ceux de Kazan en 2015.

## Performances dans les compétitions internationales

### Jeux olympiques
- 2020 : 12e place